# 35313 Hangtianyuan
35313 Hangtianyuan è un asteroide della fascia principale. Scoperto nel 1997, presenta un'orbita caratterizzata da un semiasse maggiore pari a 2,8595620 UA e da un'eccentricità di 0,0794525, inclinata di 3,12193° rispetto all'eclittica.